# Afanasev A-12,7
La Afanasev A-12,7 es una ametralladora pesada desarrollada por Nikolai M. Afanasev en 1949 y que entró en servicio en 1953. Se suponía que esta ametralladora tendría una mayor cadencia de disparo que la Berezin UB, su predecesora. Sin embargo, a causa del excesivo desgaste del cañón, fue finalmente limitada mediante un gatillo eléctrico a una cadencia similar a la de la Berezin UB. Inicialmente ideada para instalarse en las torretas del bombardero Tu-4, la Afanasev A-12,7 fue finalmente instalada a bordo de aviones y helicópteros de entrenamiento. A pesar de esto, fue producida durante 30 años.  

## Historia
Después de la Segunda Guerra Mundial, se hicieron varios intentos para incrementar la cadencia de disparo de la ametralladora Berezin UB. La opción más evidente era reducir el tiempo de funcionamiento a través del aumento de la velocidad de sus piezas móviles. Sin embargo, esto causó una considerable reducción de su vida útil y fiabilidad. Otro intento fue reducir el recorrido de las piezas móviles mientras se mantenía su velocidad dentro de límitres permisibles. Pero Nikolai M. Afanasev aplicó otro método, al introducir una leva de aceleración que transfería la energía de un portacerrojo con recorrido corto en un recorrido largo de una leva cargadora y extractora. De esta forma el recorrido del portacerrojo podía ser más corto que la longitud promedio del cartucho, incrementando así la cadencia de disparo. Más tarde, el mismo mecanismo fue empleado en los cañones automáticos AM-23 y ZSU-23.
El prototipo de ametralladora de 12,7 mm de Afanasev fue designado TKB-481 y alcanzó una impresionante cadencia de 1.400 disparos/minuto. Sin embargo, debido a los problemas de desgaste del cañón, se le instaló un gatillo eléctrico especial que reducía la cadencia a 800-1.100 disparos/minuto. Con esta modificación, la vida útil del cañón se incrementó a 4.000 disparos, pero la ametralladora ya no tenía ninguna ventaja respecto a la Berezin UB. A pesar de esto, en el otoño de 1953 la ametralladora de 12,7 mm de Afanasev entró en servicio y en producción con la designación A-12,7. El número GRAU del arma es 9-A-016P.
La A-12,7 es una ametralladora accionada por gas con un cerrojo en forma de cuña que se mueve verticalmente. En el portacerrojo están montadas dos levas articuladas pivotantes. Estas levas funcionan como los brazos de una mantis religiosa. La leva superior más larga es empleada para extraer el cartucho de la cinta e introducirlo en la recámara. Una uña extractora en su extremo delantero extrae el casquillo vacío de la recámara. La leva inferior sobresale en el cajón de mecanismos y tiene un entalle en U en su extremo inferior. Mientras el portacerrojo avanza y retrocede, un tetón del cajón de mecanismos se encaja en este entalle para guiar las levas. Tiene un gatillo eléctrico que funciona con 26V. En el extremo posterior del cajón de mecanusmos se encuentra el muelle recuperador. La munición puede alimentarse tanto desde la izquierda como la derecha. Un mecanismo neumático en el lado izquierdo del cajón de mecanismos es empleado para recargar la ametralladora en vuelo y liberar encasquillamientos. El albergue cilíndrico en el lado derecho del cajón de mecanismo contiene el muelle recuperador del portacerrojo.
El estriado del ánima de su cañón es el mismo que el de la DShK, con 8 estrías de 0,17 mm de profundidad y 2,8 mm de ancho.

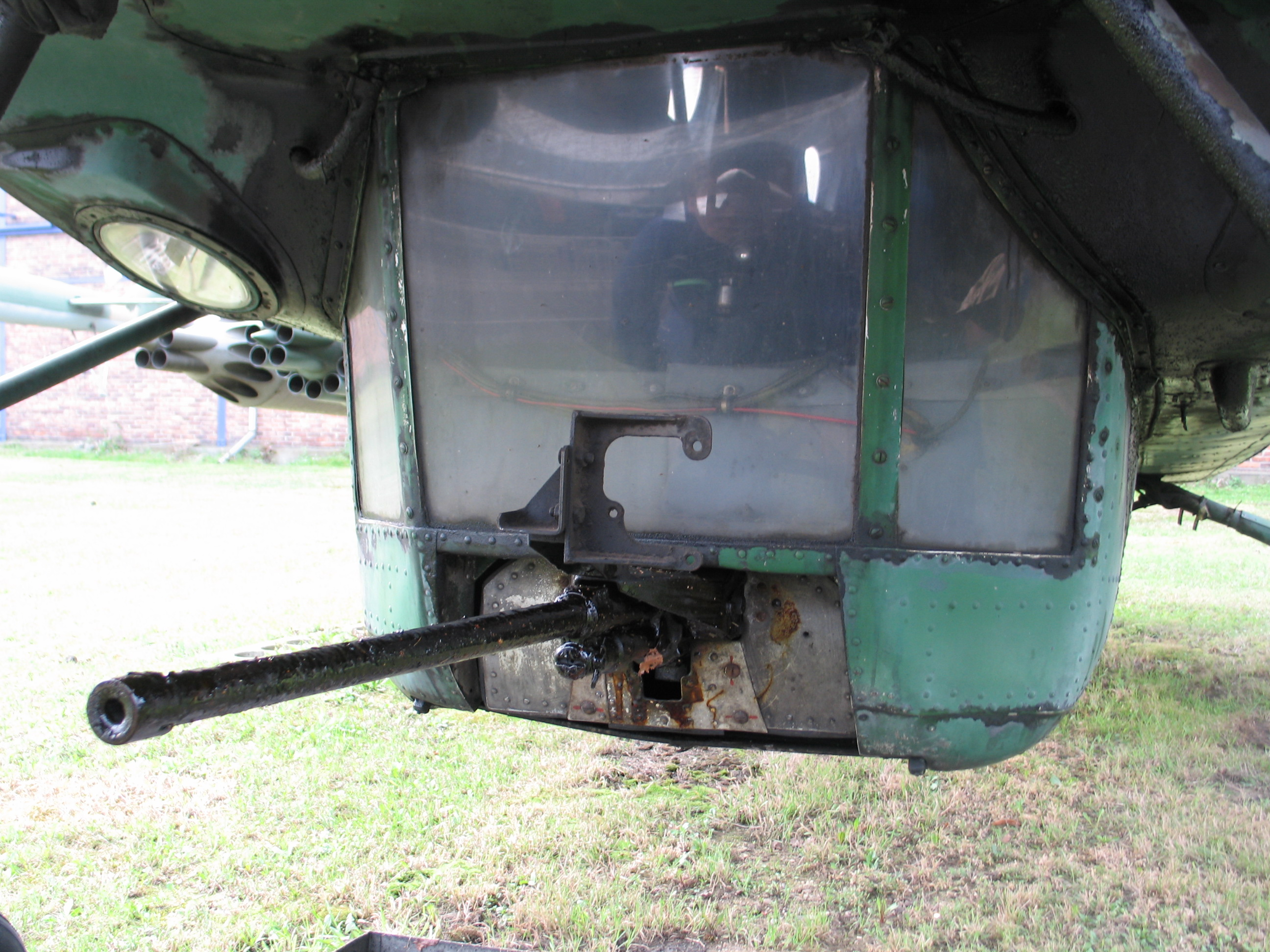
La Afanasev A-12,7 montada en la góndola ventral de un Mi-4A.

La Afanasev A-12,7 nunca llegó a ser el armamento defensivo del bombardero Tu-4, como fue inicialmente ideada. Para aquel entonces, las ametralladoras eran consideradas obsoletas para este papel y fueron reemplazadas con cañones automáticos de 23 mm. En consecuencia, la A-12,7 solamente fue empleada a bordo de aviones y helicópteros de entrenamiento. Las versiones de entrenamiento del MiG-15, el MiG-17 y el MiG-19 iban armadas con una A-12,7. Sin embargo, el principal uso de la Afanasev A-12,7 fue como armamento de helicópteros. El Mil Mi-4A estaba armado con una ametralladora montada en una góndola ventral, con una cinta de 200 cartuchos. También se instaló una A-12,7 en el morro del helicóptero de transporte Mil Mi-6A. El Mil Mi-8TV también tenía una A-12,7 montada en el morro, así como también el Mil Mi-24A en una torreta NUV-1.
Un ejemplar está expuesto en el Museo de la Defensa Aérea y otro en el Museo de la Fuerza Aérea de Finlandia.     